# Aphredoderus sayanus
Aphredoderus sayanus е вид лъчеперка от семейство Aphredoderidae. Видът е незастрашен от изчезване.

## Разпространение и местообитание
Разпространен е в САЩ.
Среща се на дълбочина от 0,1 до 0,8 m.

## Описание
На дължина достигат до 14 cm.
Продължителността им на живот е около 4 години. Популацията на вида е стабилна.